# 波動齒輪裝置

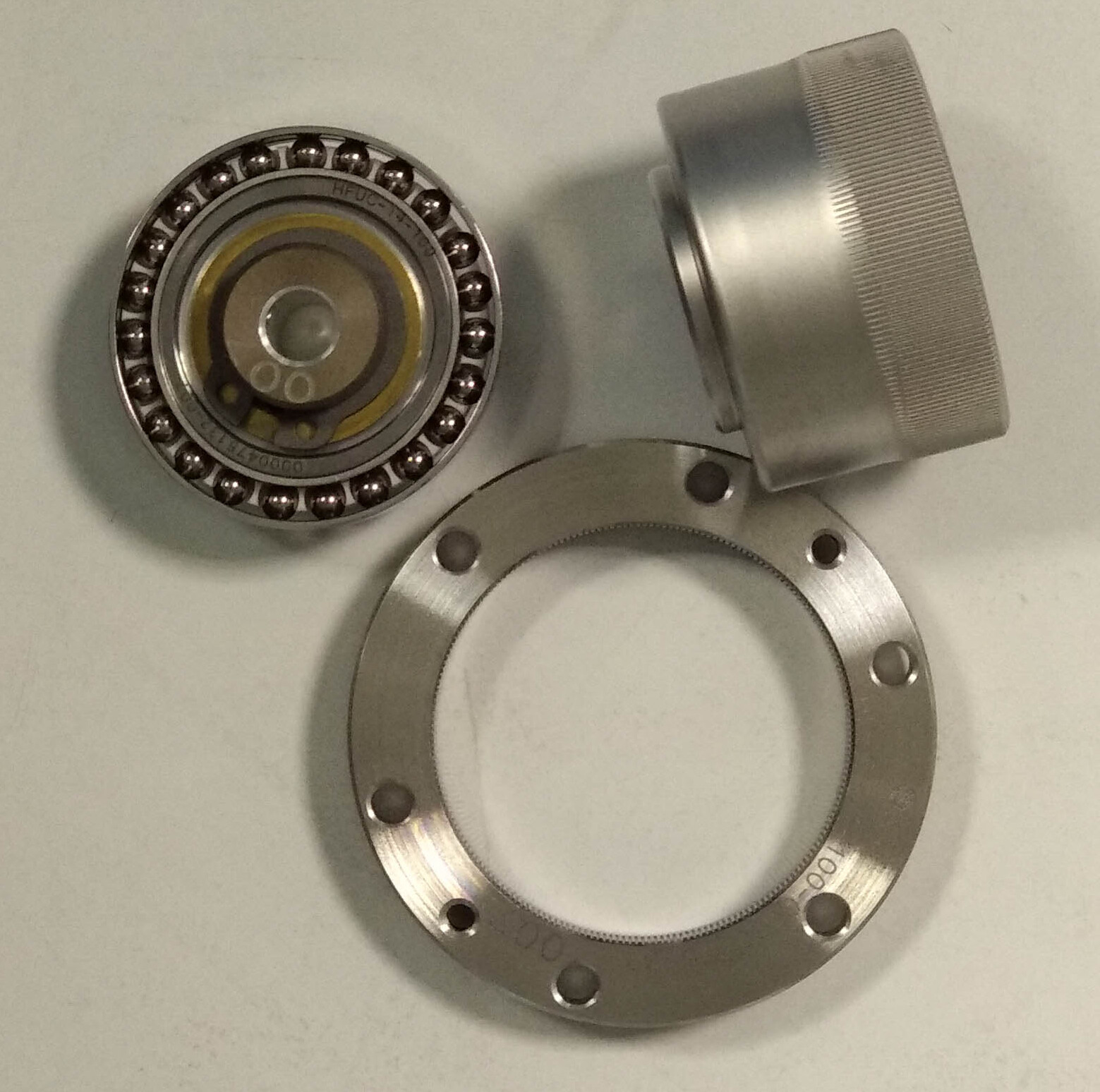
Harmonic Drive SE波動齒輪裝置组，由波发生器轴承（左上），柔性花键杯（右上）和圆形花键环（下）组成。

波動齒輪裝置的原理

波動齒輪裝置（英語：Strain wave gearing）是利用椭圆和正圆之间的差动装置。使用此机制的产品由Harmonic Drive Systems销售，名称为谐波驱动（Harmonic Drive）。
它是由C.W. Musser于1957年发明的，当时他是USM的研究顾问，通常在机器人技术中使用，也用于航空航天中，用于降低齿轮，但也可用于提高转速或用于差速器。

## 歴史
应变波齿轮的基本概念是由C.W.Musser在1957年的专利中提出的，当时他还在联合鞋业机械公司担任顾问。1960年由USM公司首次成功使用，后来由长谷川齿轮厂在USM公司的许可下成功使用。后来，长谷川齿轮厂变成了位于日本的Harmonic Drive Systems Inc.和USM Co.Harmonic Drive部门变成了Harmonic Drive Technologies Inc.。

## 特性
波動齒輪裝置几乎没有背隙结构紧凑，重量轻，齿比高。

## 使用例
阿波罗月球车的电动轮包括应变波齿轮。